# Kuusisaari (ö i Norra Karelen, Joensuu, lat 62,49, long 29,44)
Kuusisaari är en ö i Finland. Den ligger i sjön Orivesi och i kommunen Libelits i den ekonomiska regionen  Joensuu ekonomiska region  och landskapet Norra Karelen, i den sydöstra delen av landet, 300 km nordost om huvudstaden Helsingfors. Öns area är 29,3 hektar och dess största längd är 0,9 kilometer i nord-sydlig riktning.